# Životinjska farma
Životinjska farma (eng. Animal Farm) je satirična novela ili bajka (alegorija) Georgea Orwella koja govori o grupi životinja koji su osvojili farmu za sebe i uživali do jednog perioda otkad je počeo teror i patnja. Pisana je za vrijeme II. svjetskog rata, a izdana je 1945., no slavu je doživjela tek za vrijeme 1950-ih. 
Knjiga ismijava sovjetski totalitaristički komunizam i Staljina. Orwell je bio ljevičar, koji je nakon događaja u Španjolskom građanskom ratu spoznao istinsko lice staljinizma. Međutim, u predgovoru Životinjskoj farmi kritizirao je stanje u Velikoj Britaniji, što je cenzurirano.

## Radnja
Na početku Stari Major svojim prijateljima s farme govori o velikoj pobuni i o tome kako će postojati svijet bez ljudi. Životinje ga poslušaju i jedne noći napadnu Jonesa i preotmu farmu. Na vlast su došli Napoleon i Snowball. Uvode reforme za bolji život i donose sedam zapovijedi. Život je životinjama bio lijep i ugodan. No ljudi su došli i počeli se boriti protiv životinja i izgubili. Nakon nekoliko dana Snowball je potjeran s farme i Napoleon je preuzeo vlast. Život je od tada bio teži, a sedam zapovijedi je modificirano kako je svinjama odgovaralo, npr. "Svi su jednaki, ali neki su jednakiji od drugih." Sve životinje osim svinja i Napoleonovih pasa morale su više raditi, dobivati manje hrane i neuživati u povlasticama. Jedne noći farma je pretvorena iz Životinjske u Vlastelinsku. Te noći također je došlo do svađe između svinja i ljudi i to je dokazalo da je Napoleon izdao životinje i samo htio veću vlast. "Nije se više znalo tko je svinja, a tko čovjek."

## Likovi
Likovi koji su životinje u stvarnosti su vrhovni vladari komunizma i socijalizma.

### Svinje
- Napoleon – Josif Staljin
- Snowball – Lav Trocki
- Squeeler – Vječeslav Molotov
- Minimus – najvjerojatnije Maksim Gorki
- Stari Major – Karl Marx ili Lenjin
- Pinkeye – Napoleonov kušač
- praščići – Napoleonova djeca

### Ljudi
- gospodin Jones – Nikola II., ruski car
- gospodin Frederick – najvjerojatnije Adolf Hitler
- gospodin Pilkington – najvjerojatnije Winston Churchill
- gospodin Whymper – George Bernard Shaw

### Ostale životinje
- Boxer – proletrijat ili Bokserski ustanak
- Clover – srednja klasa
- Mollie – viša klasa
- Benjamin – najvjerojatnije sam George Orwell
- Moses – Ruska pravoslavna crkva
- Muriel – inteligencija
- kokoši – Kulaci
- ovce – proletarijat
- psi – policija